# Ramiz Dreković
Ramiz Dreković (Vesenići, općina Tutin, Srbija, 10. svibnja 1956.), muslimansko-bošnjački visoki vojni zapovjednik i državni dužnosnik, podrijetlom iz Srbije.

## Životopis
Rođen je u jugozapadnoj Srbiji, u Sandžaku, u Vesenićima u općini Tutinu, gdje je završio osnovnu i srednju školu. Završivši srednju školu upisao je vojnu akademiju KoV JNA, smjer oklopne postrojbe. Vojno školovanje završio je u Banjoj Luci 1980. godine. U JNA je prvo službovao u Bjelovaru, hrvatskom gradu strateški važnom zbog ključnih vojarna, velikih zaliha oružja i streljiva. U gradu je bila stacionirana elitna 265. motorizirana oklopna brigada JNA s desecima tenkova, oklopnjaka, VBR-ova, topova i dr. U JNA je bio zapovjednik oklopnog bataljuna u činu kapetana I. klase. Inicijalnu fazu velikosrpske pobune i potom velikosrpske agresije na Hrvatsku bio je u JNA. U JNA bio i tijekom Rujanskog rata i jednog dijela bitke za vojnarne, uključujući i bitke za Bjelovar. JNA se planirala iz Bjelovara spojiti sa snagama iz Virovitice i Okučana i tako presjeći Hrvatsku na tom dijelu. Hrvatske snage blokirale su vojarne i pregovarali o predaji. Iz vojarna se izvuklo pregovorima i pomaganjem u bijegu nesrpskim ročnicima i oficirima JNA. Samoinicijativno je napustio JNA neznanog dana tijekom rujna 1991. godine. Nosio je čin kapetana I. klase. Nije poznato kako je napustio, jer sličnih "spontanih" i "uspješnih" napuštanja JNA u Hrvatskoj od strane sandžačkog lobija bila je nerijetka pojava, da bi se potom te osobe iskazale u ratu protiv Hrvata.
Napustio je Hrvatsku i otišao u BiH. Iz Bjelovara otišao je u Bosansku Krupu odakle mu je supruga. Tu se stavio na raspolaganje Patriotskoj ligi. Iz Lige je otišao u MUP Bišća gdje je radio na vojnim pitanjima. U Centru službi sigurnosti Bihać bio je inspektor za obrambene pripreme. Do širenja borbi na bihaćko područje organizirao je otpor. Od početka 1992. je zapovjednik općinskog stožera TO BiH (OpŠTO). Dužnost je obnašao do konca kolovoza 1992., kad je prešao na položaj zapovjednika novostvorene operativne skupine - Unsko sanske operativne skupine (USOG). Već 14. listopada 1992. stigla je zapovijed iz stožera vrhovnog zapovjedništva (Štab Vrhovne komande) OS BiH kojom je postavljen na mjesto zapovjednika Peti korpus Armije RBiH. 5. korpus formiran je 21. listopada i bio je imenovan Hajrudin Osmanagić, koji nije stigao ni primiti tu dužnost nego je odluka povučena i postavljen je Dreković.
Rane jeseni 1993., na mirnom bihaćkom ratištu, gdje nije bilo sukoba HVO i ARBiH, dok je na bojištima Srednje Bosne, sjeverne i središnje Hercegovine bjesnio bošnjačko-hrvatski sukob, izdao je ultimatum Hrvatima, HVO-u u AP Zapadna Bosna, u kojem se zahtijeva smjena svih zapovjednika HVO-a koji na tom području kontroliraju oko 50 km bojišnice prema srpskim položajima. Ultimatum je istekao 28. listopada 1993. godine.
Bošnjačko vodstvo koje je prisvojilo ulogu Predsjedništva BiH promaknulo je Drekovića 14. prosinca 1993. godine u čin brigadnog generala. Mjesec dana poslije (14. siječnja 1994.)  isto tijelo ga je prebacilo na čelo Četvrtog korpusa ARBiH, čija zona odgovornosti pokrivala je općine Mostar, Konjic, Jablanica, Nevesinje, Stolac i Čapljina, u vrijeme dok je još trajao sukob s Hrvatima na tim prostorima države BiH, a logori za Hrvate na području odgovornosti tog korpusa još su bili operabilni (Konjicu, Jablanici i drugi). Washingtonski sporazum potpisan je tek 18. ožujka 1994. Poslije dužnosti zapovjednika Četvrtog korpusa bio je načelnik Uprave za politička pitanja glavnog stožera (Generalštaba) Armije BiH. Ipak, Drekovića se ne spominje među zločincima nad Hrvatima u Zločin s pečatom.
Poslije rata formirana je Vojska FBiH. Dreković je obnašao dužnost zamjenika zapovjednika Komande obuke i doktrine. Promaknut je u čin divizijskog generala 15. travnja 1997. godine na 5. obljetnicu stvaranja Armije BiH. Nakon umirovljenja, bio je savjetnik u uredu nekadašnjeg premijera FBiH Nedžada Brankovića, a posljednji angažman bilo mu je mjesto savjetnika federalnog ministra za branitelje i invalida rata Salke Bukvarevića.
2004. je objavio knjigu U obruču.
5. prosinca 2018. uhićen je po nalogu Tužiteljstva Bosne i Hercegovine. Priveli su ga pripadnici SIPA-e. Tužiteljstvo ga je optužilo po zapovjednoj odgovornosti za ratne zločine počinjene na području Kalinovika 1995. godine. Tužiteljstvo ga je optužilo za neselektivno granatiranje općine Kalinovika, pri čemu je onda poginulo jedno dijete, a pet osoba ranjeno.

## Djela
- U obruču - Krajišnici i Hercegovci u borbi na dva fronta, Dom štampe, Zenica, 2004., 590 str.